# Jerry Tilitz
Gerald „Jerry“ Tilitz (* 30. November 1945 in New York City) ist ein amerikanischer Posaunist und Sänger des Modern Jazz. Seit 1986 lebt er in Hamburg.

## Leben und Wirken
Tilitz studierte in New York bei Lennie Tristano und Curtis Fuller. Zunächst spielte er in der Jazzmobile Big Band von Billy Taylor und war daneben als Dozent für Jazz-Theorie am Queensboro College in seiner Heimatstadt tätig, später als Dozent für Posaune am Konservatorium von Rotterdam. Als Sideman arbeitete er in dieser Phase bei Aufnahmen und Auftritten für Gerry Mulligan, Roy Eldridge, Chet Baker, Tommy Flanagan, Warren Vaché, Barry Harris, Randy Brecker oder Hank Jones. Daneben leitete er ein eigenes Sextett, dem Musiker wie Billy Hart, Arnie Lawrence, Jim McNeely, Bob Moses, Tom Harrell, Valery Ponomarev, Gary Smulyan, Armen Donelian oder Harold Danko angehörten (dokumentiert als Album unter dem Titel The New York Tapes). Später ging er sowohl mit der eigenen Gruppe Trombone Tangents als auch mit Frank Wunsch, Horace Parlan, Herb Geller, Danny Moss und Jimmi Pedersen auf Tournee. Derzeit spielt er mit seinem Quartett,  den Raging Bones und der von ihm geleiteten Hamburger All-Star-Band Swing Composer’s Orchestra.
Auf der Jazz Welle Plus moderierte Tilitz wöchentlich die Radiosendung An American in Hamburg. Er ist auch als Autor von Jazz Journal und anderen Fachzeitschriften tätig.

## Diskographische Hinweise
- All the Cats Join In (mit u. a. Randy Sandke, Danny Moss und Oliver Jackson)
- Tales of Two Cities (1991, Horace Parlan, Adam Nussbaum, Ray Drummond und Bill Mays)
- The Dance of The Living Room Sofas (2000, mit Don Braden, Cecil Brooks III, Michael Cochrane und Lonnie Plaxico)

## Lexigraphische Einträge
- Martin Kunzler: Jazz-Lexikon. Band 2: M–Z (= rororo-Sachbuch. Bd. 16513). 2. Auflage. Rowohlt, Reinbek bei Hamburg 2004, ISBN 3-499-16513-9.